# Ucenicul vrăjitor (film din 1958)
Ucenicul vrăjitor este un film românesc din 1958 regizat de Bob Călinescu.